# World Mixed Doubles 2022
World Mixed Doubles 2022 – nierankingowy turniej par mieszanych sezonu 2022/2023 w snookerze. Odbył się w dniach 24–25 września 2022 w hali Marshall Arena w brytyjskim Milton Keynes. W zawodach wzięło udział łącznie ośmiu uczestników. Zmagania wygrała para australijsko-tajska Neil Robertson i Nutcharut Wongharuthai, która w finale pokonała 4–2 duet angielski w składzie Mark Selby i Rebecca Kenna. Pula nagród w turnieju wyniosła 140 000 funtów szterlingów.

## Faza grupowa
Na podstawie:
| Pozycja | Zawodnicy                             | Mecze wygrane | Mecze zremisowane | Mecze przegrane | Frejmy ogöłem | Frejmy wygrane | Frejmy przegrane | Najwyższy brejk | Punkty |
| ------- | ------------------------------------- | ------------- | ----------------- | --------------- | ------------- | -------------- | ---------------- | --------------- | ------ |
| 1.      | Mark Selby Rebecca Kenna              | 3             | 0                 | 0               | 12            | 9              | 3                | 134             | 9      |
| 2.      | Neil Robertson Nutcharut Wongharuthai | 1             | 0                 | 2               | 12            | 6              | 6                | 74              | 6      |
| 3.      | Ronnie O’Sullivan Reanne Evans        | 1             | 0                 | 2               | 12            | 5              | 7                | 111             | 5      |
| 4.      | Judd Trump Ng On-yee                  | 1             | 0                 | 2               | 12            | 4              | 8                | 75              | 4      |

| O’Sullivan / Evans | 1–3 | Trump / On-yee           |
| Selby / Kenna      | 3–1 | Robertson / Wongharuthai |
| O’Sullivan / Evans | 3–1 | Robertson / Wongharuthai |
| Trump / On-yee     | 1–3 | Selby / Kenna            |
| O’Sullivan / Evans | 1–3 | Selby / Kenna            |
| Trump / On-yee     | 0–4 | Robertson / Wongharuthai |

## Finał
Na podstawie:
| Finał: Marshall Arena, Milton Keynes – 25 września 2022 Sędzia: Desisława Bożiłowa | Finał: Marshall Arena, Milton Keynes – 25 września 2022 Sędzia: Desisława Bożiłowa | Finał: Marshall Arena, Milton Keynes – 25 września 2022 Sędzia: Desisława Bożiłowa |
| ---------------------------------------------------------------------------------- | ---------------------------------------------------------------------------------- | ---------------------------------------------------------------------------------- |
| Mark Selby Rebecca Kenna                                                           | 2–4                                                                                | Neil Robertson Nutcharut Wongharuthai                                              |
| 108–8 (107), 0–78 (69), 23–61 , 25–75 (67), 82–0, 6–105                            |                                                                                    |                                                                                    |
| 107                                                                                | Najwyższy break                                                                    | 69                                                                                 |
| 1                                                                                  | 100+ breaki                                                                        | 0                                                                                  |
| 1                                                                                  | 50+ breaki                                                                         | 2                                                                                  |

## Brejki stupunktowe
Na podstawie:
- 134, 107  Mark Selby
- 111  Ronnie O’Sullivan